# Vincent Léotaud

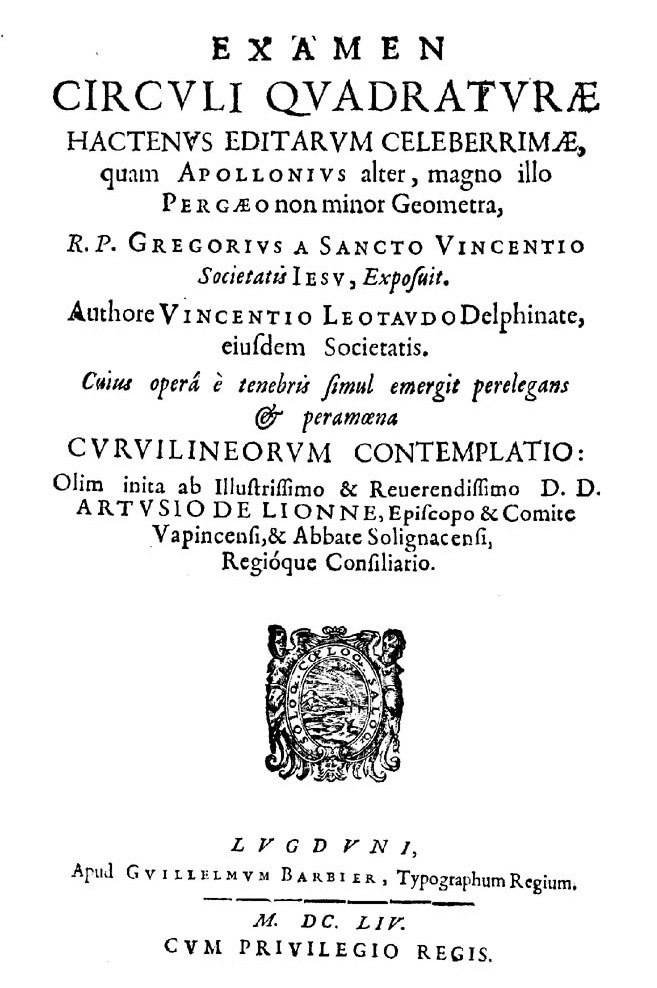
Examen circuli quadraturae, 1654

Vincent Léotaud (Vallouise, 1595 – Embrun, 1672) è stato un matematico e gesuita francese.

## Biografia
Nato a Vallouise, nel Delfinato (odierne Alte Alpi), fu esperto di geometria e insegnò a Dole e a Lione.
Nell'opera Examen circuli quadraturae affermò l'impossibilità della quadratura del cerchio, contro l'opinione di Gregorio di San Vincenzo.
Membro della Compagnia di Gesù, fu autore del progetto per la costruzione di un collegio gesuita a Embrun, località nella quale morì.

## Opere
- (LA) Examen circuli quadraturae, vol. 1, Lione, Guillaume Barbier, 1654.
- (LA) Examen circuli quadraturae, vol. 2, Lione, Guillaume Barbier, 1654.
- (LA) Institutionum arithmeticarum libri quatuor, Lione, Guillaume Barbier, 1660.
- (LA) Cyclomathia seu Multiplex circuli contemplatio, tribus libris comprehensa, Lione, Benoit Coral, 1663.
- (LA) Magnetologia; in qua exponitur noua de magneticis philosophia, Lione, Laurent Anisson, 1668.